# Purkyně (cráter)

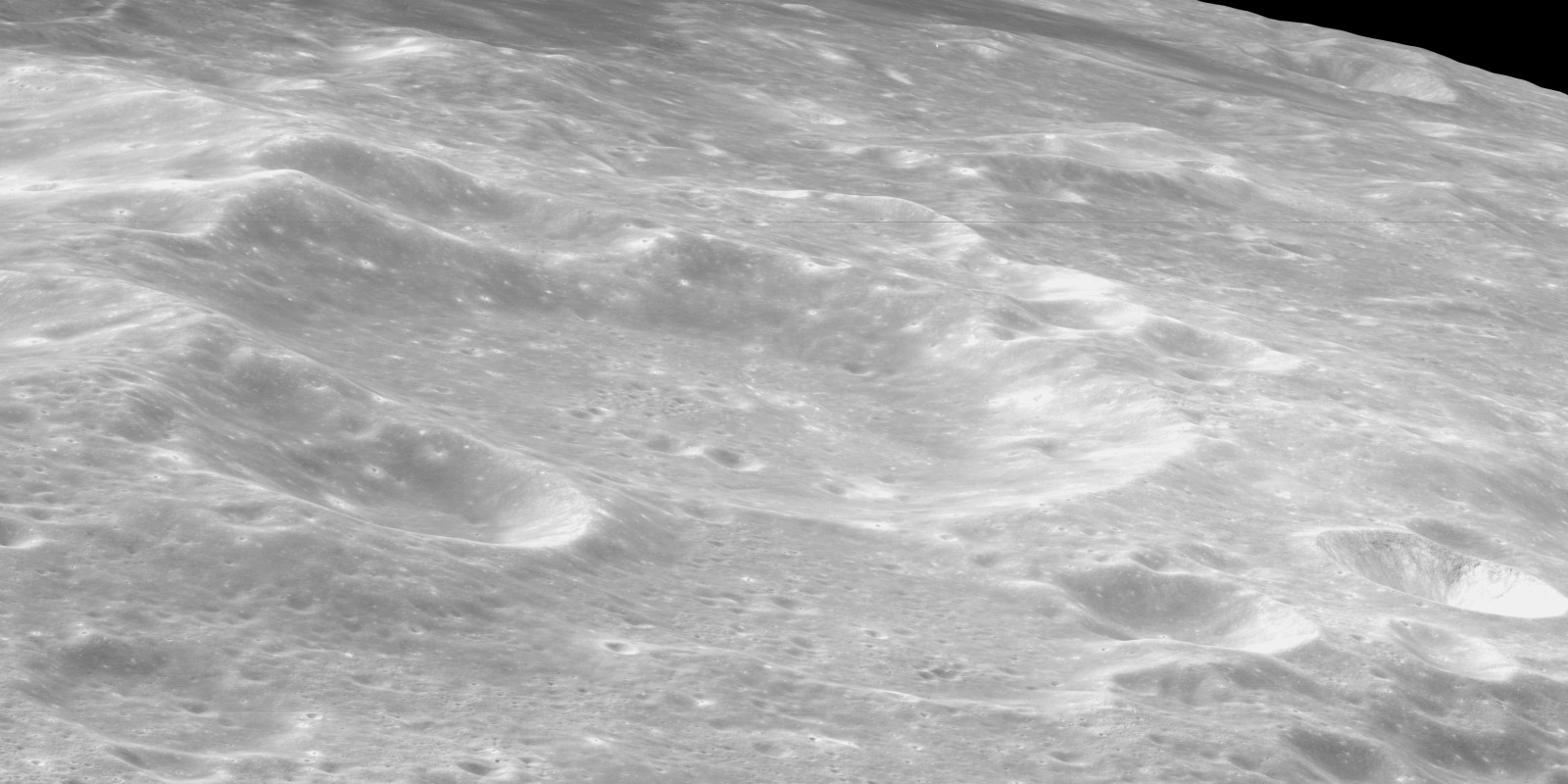
vista oblicua desde el Apolo 17

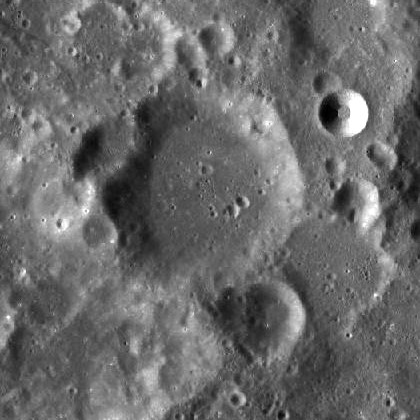
Fotografía de la misión Lunar Reconnaissance Orbiter

Purkyně es un cráter de impacto que se encuentra justo más allá del terminador oriental, en la cara oculta de la Luna. Cuando las condiciones de libración y de la luz del sol lo permiten, este cráter se puede ver desde la Tierra, aunque se divisa desde un ángulo muy bajo que no permite apreciar mucho detalle. Este cráter se encuentra justo al oeste del cráter más grande Wyld y al noroeste de Hirayama, aún más grande. Al oeste y noroeste de Purkyně se localiza el Mare Smythii.
|  |

Este cráter tiene un desgastado borde elevado y circular. El cráter satélite Purkyně K invade el borde suroriental. El cráter está marcado tan solo por un conjunto de números cráteres minúsculos. El suelo interior es relativamente plano y sin rasgos destacables, con solo un par de pequeños cráteres en el lado oriental.

## Cráteres satélite
Por convención estos elementos son identificados en los mapas lunares poniendo la letra en el lado del punto medio del cráter que está más cercano a Purkyně.
|         | \| Purkyně \| Coordenadas \| Diámetro \| \| ------- \| --------------------------- \| -------- \| \| D \| 1°00′S 96°00′E / -1.0, 96.0 \| 13 km \| \| K \| 2°42′S 95°24′E / -2.7, 95.4 \| 21 km \| \| S \| 1°48′S 90°36′E / -1.8, 90.6 \| 34 km \| \| U \| 0°42′S 91°54′E / -0.7, 91.9 \| 51 km \| \| V \| 0°48′S 92°42′E / -0.8, 92.7 \| 24 km \| |          |
| Purkyně | Coordenadas | Diámetro |
| D       | 1°00′S 96°00′E / -1.0, 96.0 | 13 km    |
| K       | 2°42′S 95°24′E / -2.7, 95.4 | 21 km    |
| S       | 1°48′S 90°36′E / -1.8, 90.6 | 34 km    |
| U       | 0°42′S 91°54′E / -0.7, 91.9 | 51 km    |
| V       | 0°48′S 92°42′E / -0.8, 92.7 | 24 km    |

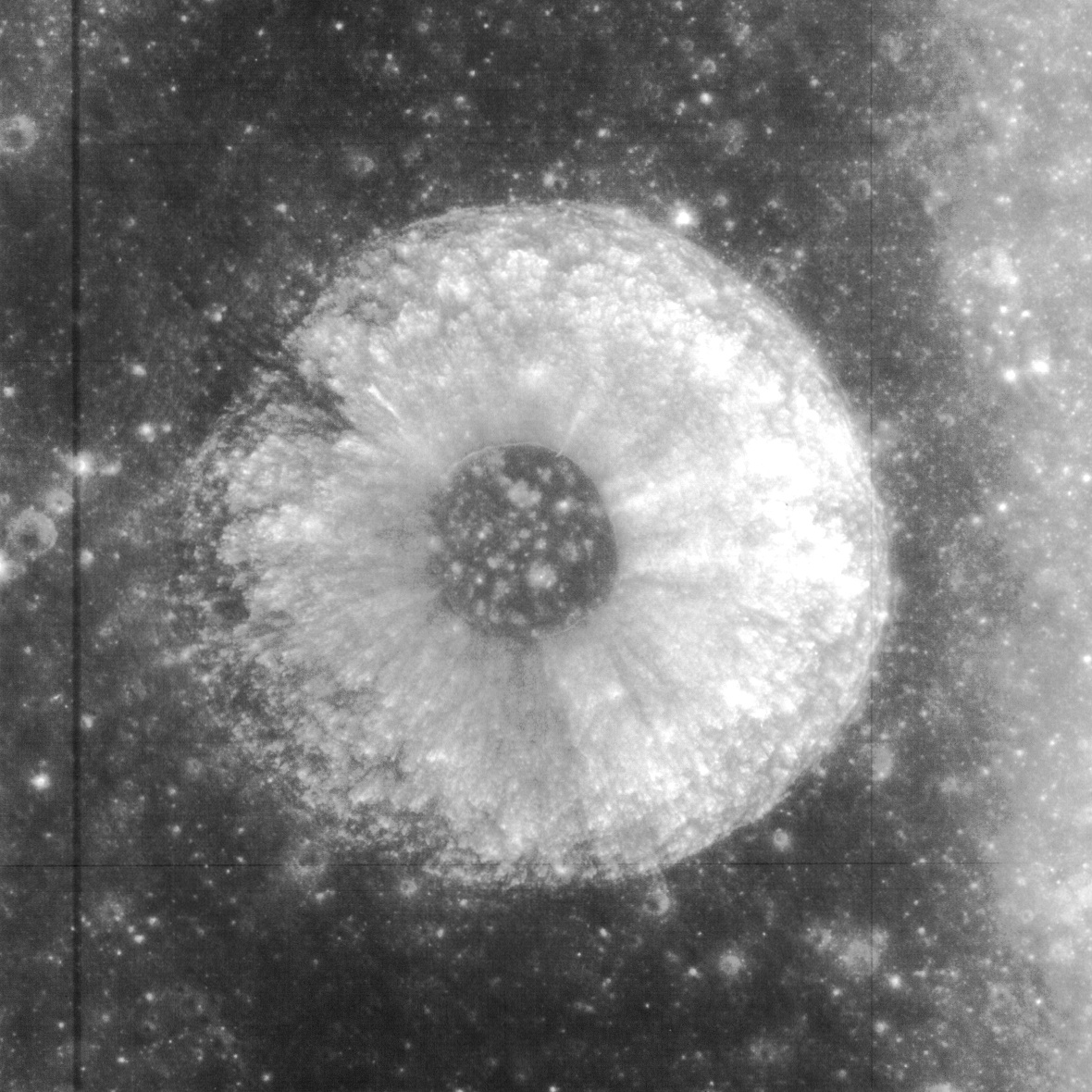
Purkyně D (imagen Apolo 15)
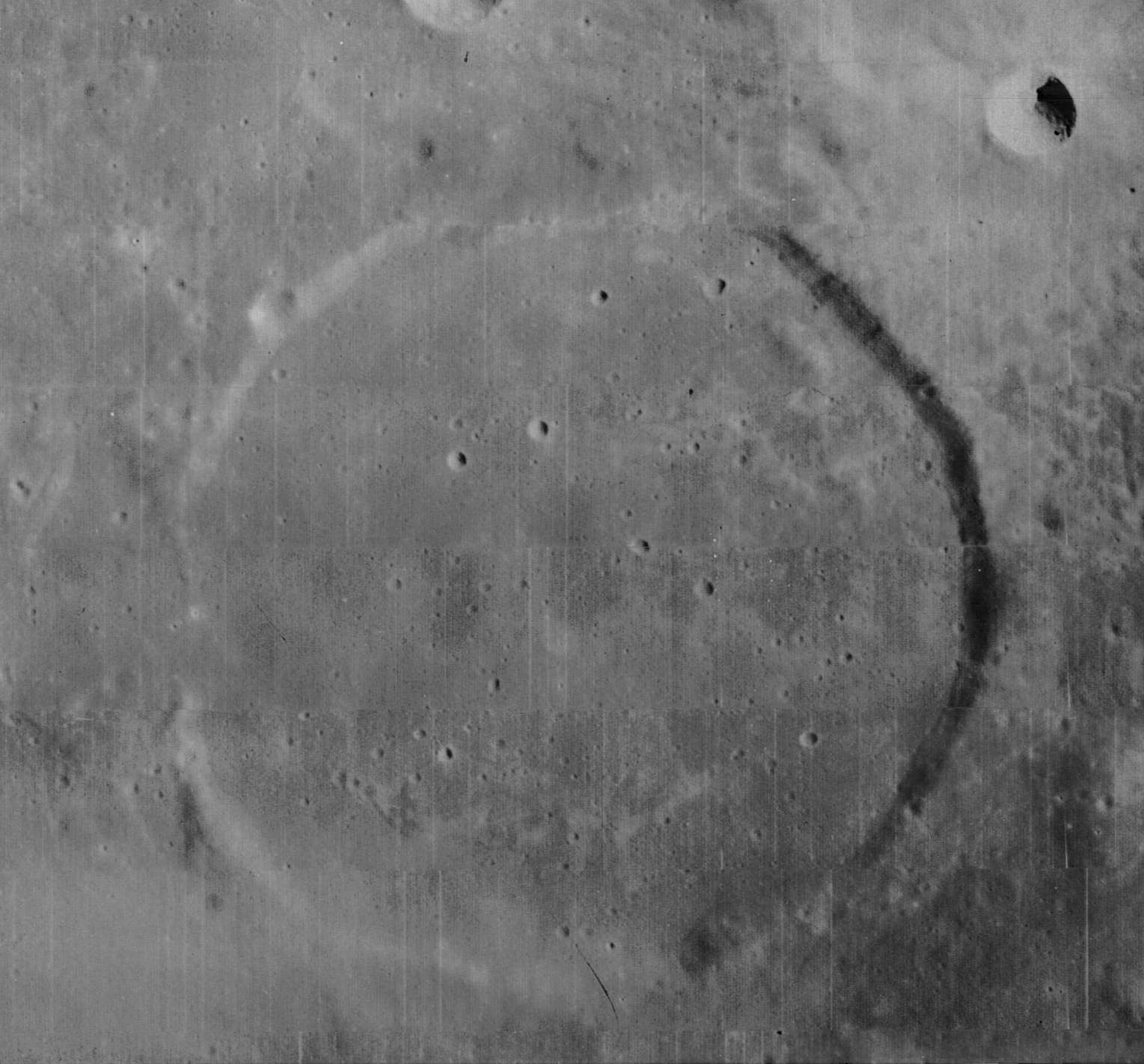
Purkyně S (imagen Lunar Orbiter 1)
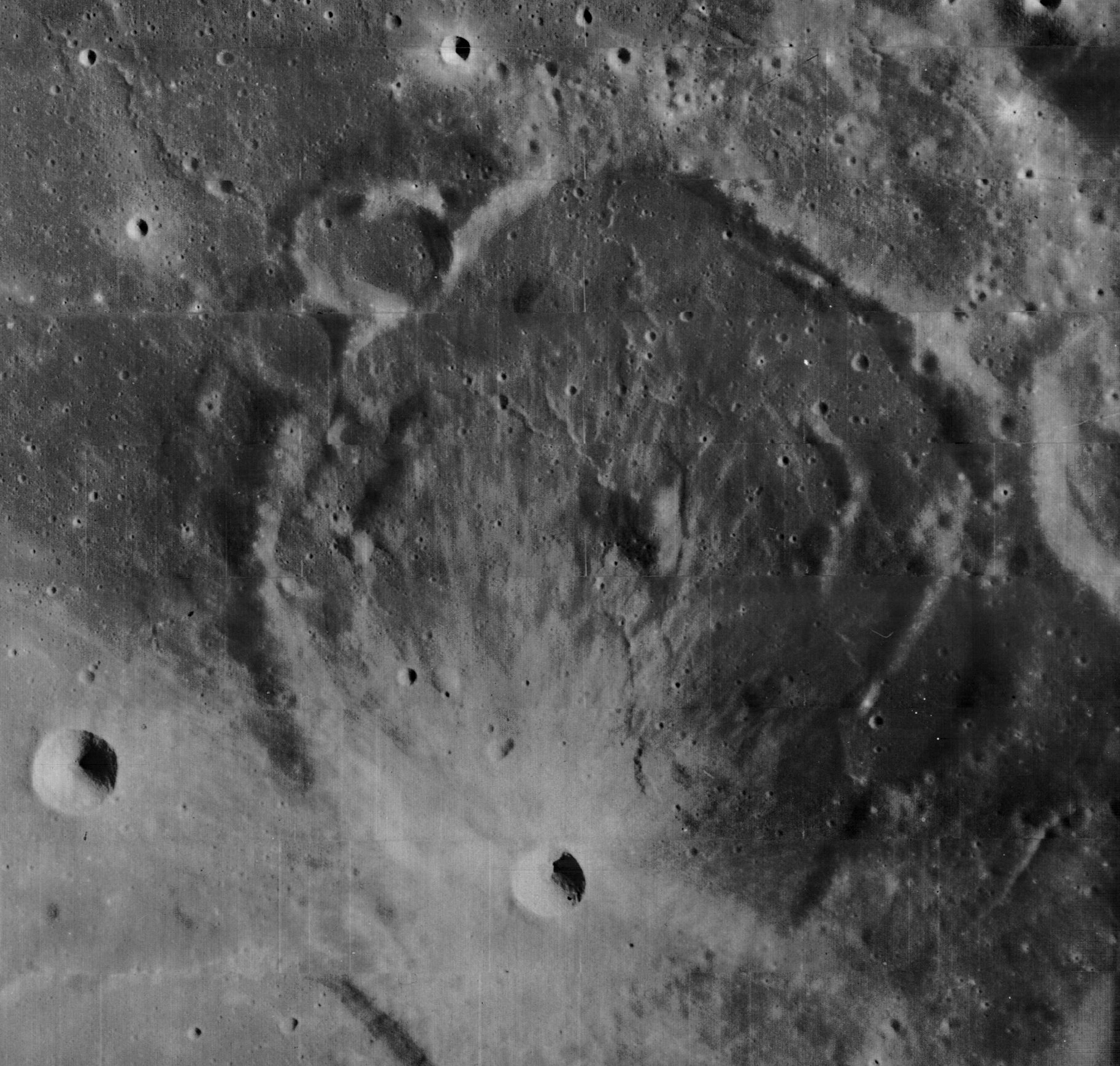
Purkyně U (imagen Lunar Orbiter 1)
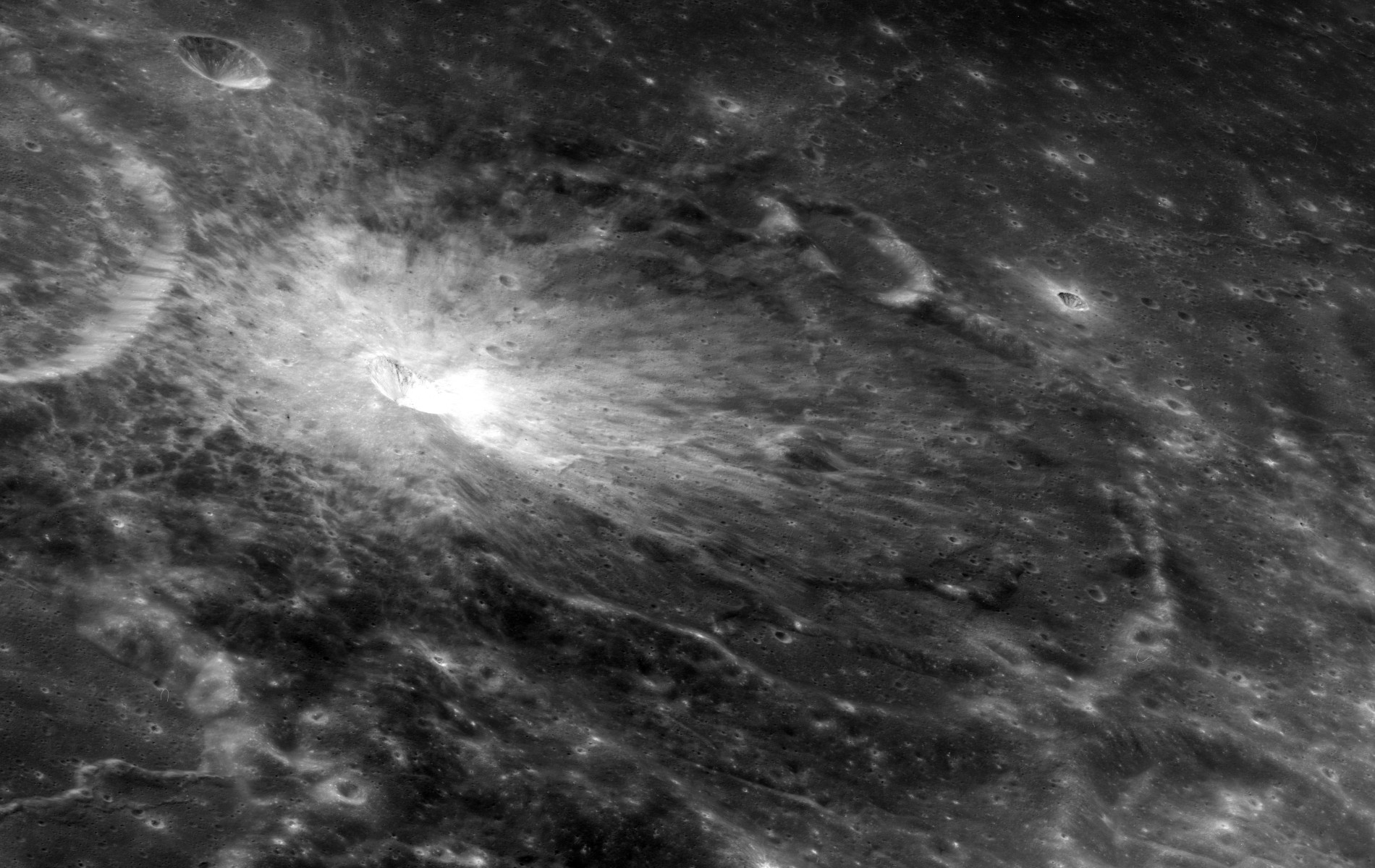
Purkyně U (imagen Apolo 17)
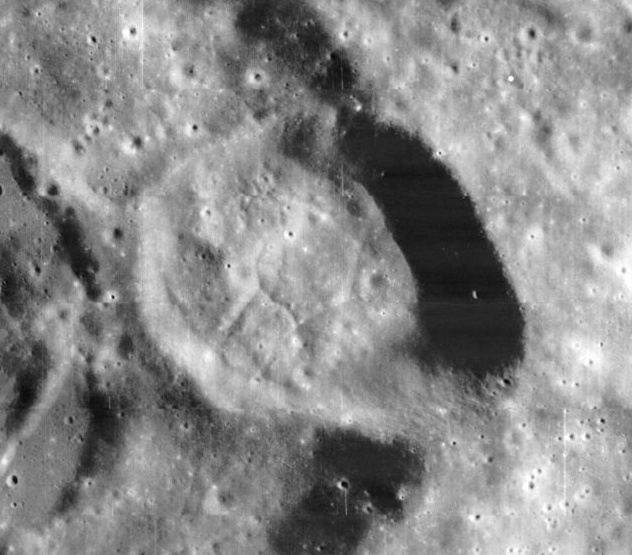
Purkyně V (imagen Lunar Orbiter 1)